# 岩間陶器店
岩間陶器店（いわまとうきてん）は、東京都中央区築地にある食器店。株式会社岩間本社が運営している。

## 沿革
- 1902年（明治35年）1月 - 東京日本橋本石町の魚河岸において、業務用食器専門の問屋として創業する。
- 1924年（大正13年）1月 - 前年の9月1日に発生した関東大震災の影響により魚河岸が日本橋から築地に移したことに伴い、店舗を築地に移転する。
- 1987年（昭和62年）9月 - 晴海通り向いに「うりきり屋」を開店する。
- 2000年（平成12年）5月 - 築地ミレニアムビル3階に予約販売専門店『IWAMA』を、1階にテーブルアクセサリー等を扱う『うりきり屋 GARAGE』を開店。

## 所在地
- 所在地 : 東京都中央区築地2-15-19